# Зёхтенау
Зёхтенау (нем. Söchtenau) — община в Германии, в земле Бавария. 
Подчиняется административному округу Верхняя Бавария. Входит в состав района Розенхайм.  Население составляет 2655 человек (на 31 декабря 2010 года). Занимает площадь 25,62 км².